# Premis YoGa 1993
Els 4t Premis YoGa foren concedits al "pitjoret" de la producció cinematogràfica de 1992 per Catacric el 30 de gener de 1993 "a Barcelona" per un jurat anònim.

## Guardonats
| Secció           | Premi                    | Nom                                                  | Guanyador                                                                                        |
| ---------------- | ------------------------ | ---------------------------------------------------- | ------------------------------------------------------------------------------------------------ |
| Cinema estranger | Pitjor pel·lícula        | "Quinto centeBrando"                                 | Les aventures de Cristòfor Colom                                                                 |
| Cinema estranger | Pitjor director          | "Aquí, el que no corre, vuela"                       | Michael Mann, per L'últim dels mohicans                                                          |
| Cinema estranger | Pitjor actor             | "Los blancos no la saben meter"                      | Kevin Costner, per El guardaespatlles                                                            |
| Cinema estranger | Pitjor actriu (ex aequo) | "El cuerpo del delito"                               | Emmanuelle Seigner, per Bitter Moon                                                              |
| Cinema estranger | Pitjor actriu (ex aequo) | "El cuerpo del delito"                               | Kim Basinger, per Anàlisi final                                                                  |
| Cinema espanyol  | Pitjor pel·lícula        | "Puta miseria"                                       | Makinavaja, el último choriso                                                                    |
| Cinema espanyol  | Pitjor direcció          | "Un paraguas para tres"                              | Gerardo Vera, per Una mujer bajo la lluvia                                                       |
| Cinema espanyol  | Pitjor actor             | "Ferran Rañé"                                        | Andrés Pajares, per Makinavaja, el último choriso                                                |
| Cinema espanyol  | Pitjor actriu            | "La peor de todas"                                   | Judit Mascó, per El llarg hivern i Después del sueño                                             |
| Cinema espanyol  | Pitjor doblatge          | "Chachipiruli"                                       | Una estranya entre nosaltres                                                                     |
| Especials        | Festival                 | "Cariño, he agrandado al niño"                       | 25a edició del Festival de Cinema de Sitges                                                      |
| Especials        | Uno de los nuestros      | "¿Por qué lo llaman amor cuando quieren decir sexo?" | Mari Pau Huguet i Àlex Gorina, presentadors dels premis de cinema de la Generalitat de Catalunya |